# Busswil (Sirnach)
Busswil (toponimo tedesco) è una frazione del comune svizzero di Sirnach, nel Canton Turgovia (distretto di Münchwilen).

## Storia

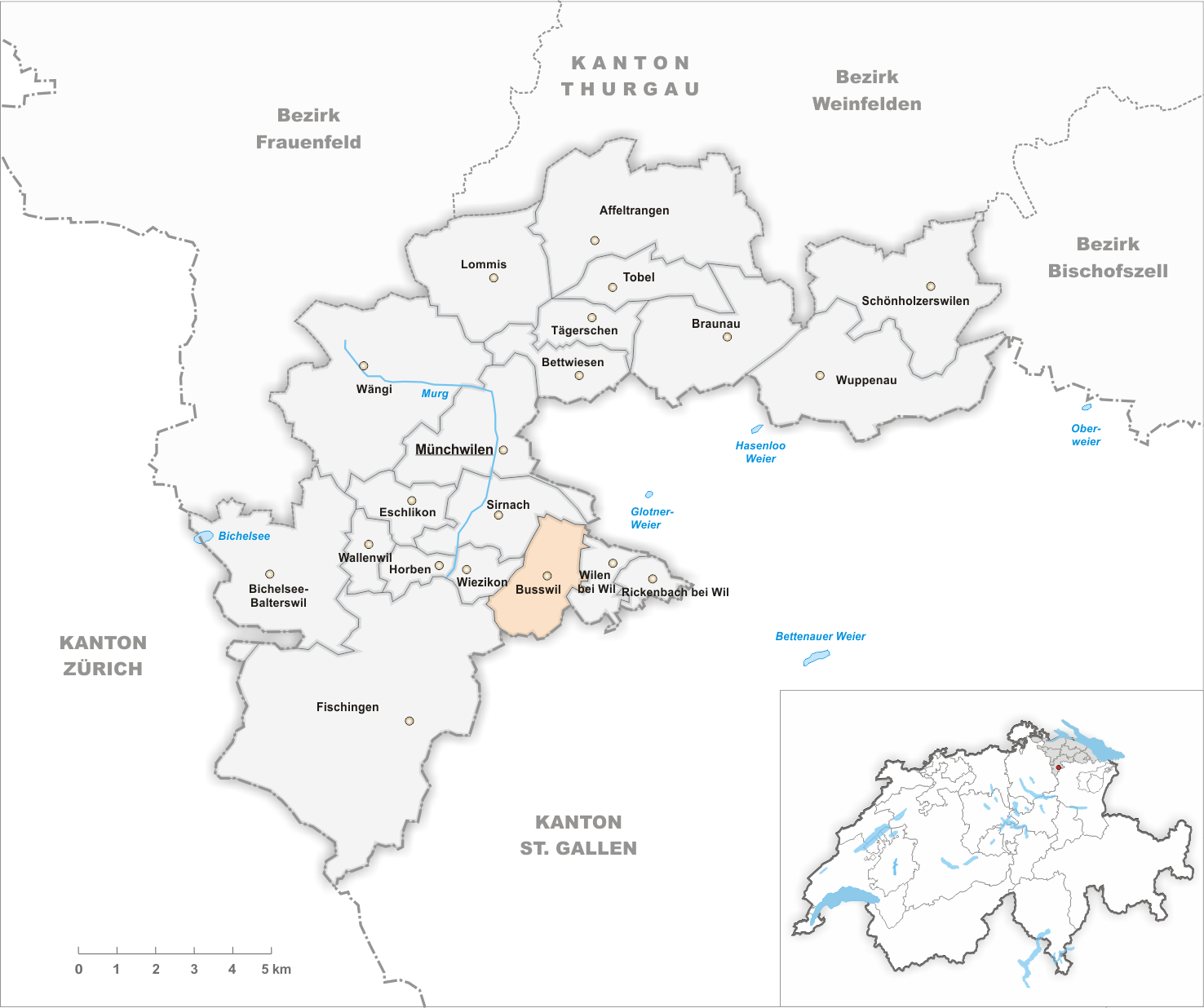
Il territorio del comune di Busswil prima degli accorpamenti comunali del 1997

Già comune autonomo (Ortsgemeinde) che nel 1812 aveva inglobato il comune soppresso di Littenheid e le frazioni di Hub e Weid, nel 1997 è stato aggregato al comune di Sirnach assieme agli altri comuni soppressi di Horben bei Sirnach e Wiezikon.

## Società

### Evoluzione demografica
L'evoluzione demografica è riportata nella seguente tabella:
Abitanti censiti

## Amministrazione
Ogni famiglia originaria del luogo fa parte del cosiddetto comune patriziale e ha la responsabilità della manutenzione di ogni bene ricadente all'interno dei confini della frazione.